# Emoglobinuria
Con il termine emoglobinuria ci si riferisce alla presenza di emoglobina, la molecola proteica di trasporto dell'ossigeno, nelle urine in concentrazioni anormalmente elevate. L'emoglobinuria è pressoché invariabilmente associata ad emoglobinemia, che a sua volta si verifica quando viene superata la capacità dell'aptoglobina di legare l'emoglobina libera (l'aptoglobina lega fino a 1,4 g/l).

## Aspetti fisiologici
L'emoglobina è la molecola responsabile del trasporto dell'ossigeno dagli alveoli polmonari ai tessuti.

Avendo un peso molecolare elevato (circa 64 000 Da) il suo passaggio attraverso le membrane del glomerulo è normalmente impedito. Tuttavia quando l'emoglobina nel plasma viene riscontrata in elevate quantità (ad esempio a seguito di emolisi massiva) la duttilità della molecola ne permette il superamento della barriera glomerulare ed il raggiungimento delle urine, a dispetto della sua taglia molecolare.

Come detto, in presenza di grave emolisi intravascolare si riversano nel torrente ematico grandi quantità di emoglobina libera nel plasma. Qui l'emoglobina viene veicolata da una proteina chiamata aptoglobina.

Il legame con l'aptoglobina forma un complesso proteico detto aptoglobina-emoglobina.

Questo complesso, troppo grande per poter essere filtrato dai glomeruli, viene riassorbito dalle cellule reticoloendoteliali del fegato, della milza e del midollo osseo e degradato.

Quando l'aptoglobina plasmatica è completamente saturata dall'emoglobina, l'emoglobina plasmatica libera (tetramerica, cioè costituita da 4 catene) si dissocia divenendo dimerica (costituita da 2 catene) e viene quindi filtrata più facilmente dai glomeruli.

Le molecole di emoglobina vengono suddivise dalle cellule epiteliali renali in porfirina, globina e ferro.

La porfirina viene reimmessa nel circolo ematico sotto forma di bilirubina o ematina. Una parte del ferro viene convertita in ferritina e restituita al pool del ferro.

Una parte del ferro resta nelle cellule epiteliali renali sotto forma di pigmento stabile, l'emosiderina. Quando le cellule epiteliali divengono sovraccariche, vengono scaricate nel tubulo renale ed eliminate con le urine (l'identificazione di queste cellule nel sedimento urinario è alla base di alcuni test per l'emoglobinemia cronica).

## Manifestazioni cliniche
L'emoglobinuria si manifesta con il caratteristico colorito scuro delle urine. Tendenzialmente i soggetti affetti da emoglobinuria dovuta ad emolisi intravascolare si presentano con anemia associata ad urine scure color coca-cola. Quest'ultima manifestazione può essere confusa con l'ematuria, e potrebbe deviare il medico clinico dagli accertamenti e dal trattamento più corretto. A causa della emoglobinemia e conseguente emoglobinuria, l'emosiderina è quasi sempre presente nel sedimento urinario e si può accumulare nei reni, dove può essere facilmente determinata con una TAC o una risonanza magnetica (MRI).

## Cause
L'emoglobinuria può essere il segno di diverse patologie. Fra queste:
- Glomuerulonefrite acuta
- Emoglobinuria parossistica notturna[3][4][5]
- Emoglobinuria da marcia[6]
- Emoglobinuria da freddo
- Emoglobinuria da sforzo
- Ustioni
- Carcinoma renale
- Coagulazione intravasale disseminata (CID)
- Sindrome emolitico-uremica
- Porpora trombotica trombocitopenica
- Tubercolosi delle vie urinarie
- Avvelenamento acuto da piombo
- Malaria
- Anemia a cellule falciformi[7].

## Complicazioni
Tra le possibili complicazioni dell'emoglobinuria vi è la necrosi tubulare acuta, che è una causa di morte comune in soggetti politraumatizzati ricoverati in terapia intensiva .

## Trattamento
La terapia dell'emoglobinuria è essenzialmente eziologica, vale a dire rivolta al trattamento della causa sottostante. In tutti i casi in cui vi è un marcato aumento dell'eritropoiesi come tentativo di compenso della perdita di emoglobina con le urine, può essere opportuno e necessario effettuare una supplementazione di acido folico (in genere circa 3 mg/die) per tutta la durata della malattia.